# Paolo Giovio

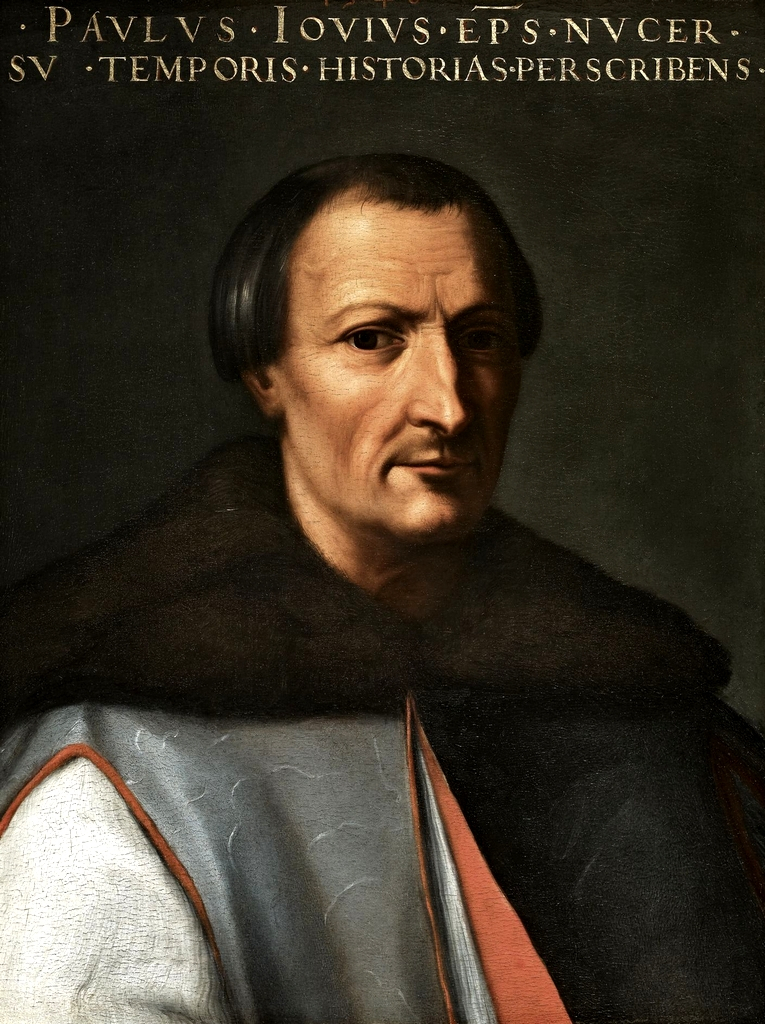
Paolo Giovio.

Paolo Giovio (latin Paulus Jovius), född 19 april 1483, död 11 december 1552, var en italiensk historiker.
Giovio var till en början läkare men blev slutligen biskop av Nocera. Hans främsta arbete är Historiarum sui temporis libri XLV (2 band, 1550–52), som skildrade Italiens historia 1494–1547 i en frisk, journalistisk stil. Han tog dock emot betalning för att vinkla historien efter enskilda personers önskemål. Giovio utgav även Vitæ virorum illustrium (7 band, 1549–57).